# The Wood Brothers
The Wood Brothers is een Amerikaanse folkband, bestaande uit de broers Chris (contrabas) en Oliver Wood (akoestische en elektrische gitaren), evenals multi-instrumentalist Jano Rix.

## Bezetting
- Oliver Wood[3] (akoestische gitaar, e-gitaar)
- Chris Wood[4] (contrabas)
- Jano Rix[5] (multi-instrumentalist)

## Geschiedenis
Al vroeg in hun jeugd in Boulder (Colorado), werden Chris en Oliver overstelpt met Amerikaanse rootsmuziek. Hun vader, een moleculair bioloog, speelde klassieke liedjes bij kampvuren en familiebijeenkomsten, terwijl hun moeder, een dichteres, een passie voor verhalen vertellen en zinswendingen inbracht. De broers hadden een band met bluesmannen als Jimmy Reed en Lightnin' Hopkins, maar hun muzikale en andere wegen zouden uiteenlopen. Oliver verhuisde naar Atlanta, waar hij gitaar speelde in coverbands, voordat hij een plek verdiende in de toeract van Tinsley Ellis. Op aandringen van Ellis begon Oliver te zingen en richtte vervolgens de hard-toeringband King Johnson op, die de komende 12 jaar zes albums met door blues verbogen r&b, funk en country uitbracht. Chris studeerde ondertussen jazzbas aan het New England Conservatory of Music, verhuisde naar New York en formeerde begin jaren 1990 Medeski, Martin & Wood (MMW), dat de komende twee decennia een hoeksteen zou worden van de hedendaagse jazz en abstracte muziek. Na ongeveer 15 jaar een afzonderlijke muzikale carrière te hebben gevolgd, traden de broers op 24 mei 2001 samen op tijdens een show in North Carolina: Oliver zat bij MMW na het openingsoptreden van King Johnson. Ik realiseerde me dat we samen muziek zouden moeten spelen, herinnert Chris zich.
Door een demo kregen ze een platencontract bij Blue Note Records, die in 2006 hun eerste studioalbum Ways Not To Lose uitbrachten. Het album werd geproduceerd door John Medeski en werd in september 2005 opgenomen in de Allaire Studios in Shokan, New York. Kenny Wolleson ondersteunde het duo op drums en percussie. Ways Not to Lose was de beste keuze van de redactie van Amazon.com voor folk voor dat jaar. Hun vervolg Loaded kwam uit in 2008. Het jaar daarop brachten ze de ep Up Above My Head uit met covers. In 2011 verhuisde de band naar Nashville om Smoke Ring Halo op te nemen voor Southern Ground Artists, de eerste publicatie van de band bij het Southern Ground-label van Zac Brown. Multi-instrumentalist Jano Rix voegde zich in deze periode bij de band, voegde zijn percussie- en jazzpianovaardigheden toe en zorgde voor zang. In 2012 brachten ze Live Volume One: Sky High en Live Volume Two: Nail & Tooth uit, uitgegeven als 2 afzonderlijke cd's, maar in een 2 lp gatefold-hoes op vinyl. In oktober 2013 werd de vijfde studio-publicatie The Muse van The Wood Brothers uitgebracht met Buddy Miller als producent.
The Muse werd opgenomen in de Southern Ground Studios in Nashville (Tennessee). The Wood Brothers zijn nu officieel een in Nashville gevestigde band, met Oliver die in 2012 was verhuisd en Chris die onlangs volgde. Het was de eerste keer dat de broers sinds hun vroege volwassenheid in dezelfde stad woonden. Met The Muse had de band hun eerste Billboard-hitsucces en bereikte eind 2013 de folk-, country-, indie- en rockhitlijsten. Hun vervolgalbum Paradise, uitgebracht in 2015, was het eerste album waarin alle drie de leden van de Wood Brothers songwriting credits deelden, omdat ze allemaal in Nashville woonden en konden samenwerken aan songs. Op 2 februari 2018 brachten The Wood Brothers hun zesde volledige album One Drop of Truth uit, dat ze zelf produceerden en opnamen. Het album werd genomineerd voor de «Best Americana Album Award» tijdens de 61e Grammy Awards. De band zou in januari 2019 hun achtste studioalbum Kingdom in My Mind uitbrengen.

## Discografie

### Studioalbums
- 2006: Ways Not to Lose (Blue Note Records)
- 2008: Loaded (Blue Note Records)
- 2009: Up Above My Head (8-song collection of covers) (Indirecto Records)
- 2011: Smoke Ring Halo (Southern Ground)
- 2013: The Muse (Southern Ground)
- 2015: Paradise (Honey Jar)
- 2018: One Drop of Truth (Honey Jar)
- 2020: Kingdom in My Mind (Honey Jar/Thirty Tigers)

### Livealbums
- 2005: Live at Tonic EP (Junketboy)
- 2012: Live: Volume One: Sky High (Southern Ground)
- 2012: Live: Volume Two: Nail and Tooth (Southern Ground)
- 2017: Live at the Barn (Honey Jar)